# Grup abelian
Aplicabil în special la grupuri, termenul de "abelian" (de la numele matematicianului norvegian Niels Henrik Abel) este echivalent cu comutativ și desemnează orice operație binară definită pe o mulțime M, închisa în raport cu acestă mulțime, și care îndeplinește:
pentru orice x,y din M: x ~ y = y ~ x, unde prin "~" s-a desemnat operația binară în cauză.
De exemplu, adunarea numerelor reale este o operație comutativă (abeliană), pentru că:
x + y = y + x, oricare ar fi x,y din R.
1. ↑  Dumitrescu, Tiberiu (2006). Algebra 1. Universității din București. p. 37.